# Eobrachychthonius borealis
Eobrachychthonius borealis är en kvalsterart som beskrevs av Forsslund 1942. Eobrachychthonius borealis ingår i släktet Eobrachychthonius och familjen Brachychthoniidae. Inga underarter finns listade i Catalogue of Life.